# Venerando Correnti
Venerando Correnti (Paternò, 9 giugno 1909 – Roma, 14 maggio 1991) è stato un antropologo italiano.

## Biografia
Laureato in medicina e chirurgia all'Università di Roma nel 1932, fu allievo di Giuseppe Sergi, e iniziò come libero docente di antropologia nel 1951. Fu nominato docente all'Università di Palermo nel 1954 e dal 1966 insegnò all'Università La Sapienza, e sempre nella capitale fu anche direttore dell'ISEF.
Compì numerosi studi antropologici di rilevanza internazionale: nel 1956 fu assunto dal Vaticano per studiare le ossa di San Pietro custodite nella tomba situata all'interno delle grotte sotterranee della basilica di San Pietro. Correnti notò che nella tomba erano presenti scheletri di più di una persona, due uomini e una donna.
A Correnti si deve l'ideazione nel 1947 del malachistometro, uno strumento antropometrico che serviva a misurare i tessuti mobili di un corpo umano.
Collaborò alla Rivista di antropologia (della quale fu pure direttore), organo dell'Istituto italiano di antropologia, per il quale fu autore di numerosi articoli tra cui: La teoria del metodo degli auxogrammi (1953), Le basi morfomeccaniche della struttura dell'osso iliaco (1955), Olimpionici 1960 (1964, con Bruno Zauli), La distribuzione dell'uomo (1973).
Dell'istituto ne fu direttore tecnico segretario dal 1968  al 1990. Nominato presidente dell'Istituto di antropologia per il triennio 1991-1993, ricoprì tale carica per pochi mesi a causa dell'improvvisa morte che lo colse all'età di 81 anni.